# Al-Halabijja
Al-Halabijja (arab. الحلبية) – wieś w Syrii, w muhafazie Aleppo. W 2004 roku liczyła 1858 mieszkańców.